# Phreatodrobia imitata
Phreatodrobia imitata är en snäckart som beskrevs av Robert Hershler och Longley 1986. Phreatodrobia imitata ingår i släktet Phreatodrobia och familjen tusensnäckor. IUCN kategoriserar arten globalt som sårbar. Inga underarter finns listade i Catalogue of Life.